# 春罗铁路
春罗铁路是位于中国广东省的铁路路线之一，属广茂铁路其中一条支线。铁路从广茂铁路春灣站K199+200处开始，途经春湾、松柏、河、云安至罗定市城区。铁路曾經由广东罗定铁路总公司负责营运，设总经理、副总经理和监管部负责日常工作，下设车站、工务、电务、水电等基层单位，並曾是中国第一条私营铁路。當時，天津国恒铁路控股股份有限公司和中国铁路建设投资公司分别持股83.43%、16.57%。

## 线路
铁路沿线全长62.15公里。地方铁路I级标准。计划把铁路伸延至广西岑溪车站，使之与兴建中的洛湛铁路连接。正线全长75.685公里，其中，广东罗定境内33.488公里，广西岑溪境内42.197公里。罗定站预留接广西岑溪铁路接轨线。

## 历史
1992年7月31日广东省计委以粤计交[1992]692号文批准立项。由铁道部第四勘察设计院勘测设计。1994年9月开工，1999年12月22日全线铺通。又经过一年的整道、初验等工作，于2000年12月26日投入试运营。2003年实现全国直通运输。
中铁（罗定）铁路有限责任公司于2001年12月8日经罗定市人民政府罗办复[2001]35号文件批准，注册地址为罗定市火车站综合大楼，本金3亿元。股东为代表罗定市政府的广东省罗定铁路总公司占股59%，代表铁道部的中国铁路建设投资公司出资5000万元持股16.57%，其他少数股东持有的24.43%。
2002年3月经罗定市人民政府罗办复[2002]4号文件批准，2002年4月15日中铁（罗定岑溪）铁路有限责任公司成立。注册地址为广东省罗定市火车站综合大楼七楼，注册资本500万元。其中，广东罗定铁路总公司出资290万元，占股58%；代表铁道部的中国铁路建设投资公司出资200万元，占股40%；广西岑溪市铁路建设有限公司出资10万元，占股2%。中铁罗岑主营业务：罗定至岑溪铁路的建设及客、货运输。
春罗铁路2003年实现与全国铁路网直通运输。
2003年4月投资三千多万元在罗定站西北端建设一条2.91公里的电厂运煤专用线和一条0.2公里的卸油线，于当年9月铺通投入运营。
由於铁路自通车以来因运量仅为设计运能550万吨的五分之一，出现亏损。截至2005年12月31日，其账面总资产为9.89亿元，负债7.93亿元，净资产为1.05亿元，经评估后的净资产是4185万元。罗定市政府于2005年决定把罗定铁路总公司整体拍卖，2006年7月在产权交易所挂牌。2006年8月22日，深圳市中技实业（集团）有限公司以4186万元从罗定市政府手中收购广东省罗定铁路总公司100%股权，并承诺3年内建成罗岑铁路。罗定铁路总公司更名为“广东罗定中技铁路集团有限公司”，企业性质由县级市出资国有变更为民营。该公司持有春罗铁路运营方中铁（罗定）铁路有限责任公司的59%股权，以及待建的中铁（罗定岑溪）铁路有限责任公司合计58%股权，并透过追加投资把股权放大至99.40%。
2006年11月，深交所上市民企天津宏峰实业股份有限公司以4.11亿元收购深圳中技的中铁（罗定）铁路有限责任公司的59%股权。之后，天津宏峰以1.63亿元收购了中铁罗定少数股东持有的24.43%股权，合计占股83.43%。另外16.57%股权由中国铁路建设投资公司持有。
2007年8月，天津宏峰又以3.479亿元深圳中技持有的中铁（罗定岑溪）铁路有限责任公司99.40%股权。后于2009年通过增资扩股把中铁罗岑的股权提高到99.85%。中国铁路建设投资公司和广西岑溪市铁路建设有限公司分别持股0.14%、0.01%。
2008年4月天津宏峰改名为天津国恒铁路控股有限公司。 
2009年，*ST国恒非公开发行股票募资21.8782亿元，实际募集资金净额为 211,282 万元。投资罗岑铁路项目总投资14.5亿元，并重新规划了罗岑铁路的建设，计划于2011年12月通车。对春湾—罗定铁路项目投资 16,373 万元，用于收购中铁罗定 24.43%的股权，通过此次非公开发行，国恒公司控股子公司中铁（罗定）铁路有限责任公司，主要承担春罗铁路的管理及运营工作。 
广东省发展和改革委员会于 2011年12月27日向云浮市发展改革局下发的《关于罗定至春湾铁路改建项目有关问题的复函》（粤发改交通函【2011】3186 号）。
2018年3月，法院裁定春羅鐵路須收歸國有，由此春羅鐵路不再為私鐵。

## 车站
罗定铁路由起点春湾站至终点罗定站之间，沿途设有河朗站、河邦站、金鸡站、苹塘站及华石站五个中途站。